# Salzhemmendorf
Salzhemmendorf er en by og kommune i det centrale Tyskland, beliggende under Landkreis Hameln-Pyrmont i delstaten Niedersachsen. Den ligger omkring 20 km øst for Hameln og 31 km vest for Hildesheim og er beliggende ved Bundesstraße 1. Salzhemmendorf er en anerkendt kurby med saltbade.

## Geografi
Kommunen ligger i landskabet Leinebergland, i den østlige del af Naturpark Weserbergland Schaumburg-Hameln og er hovedsageligt præget af højderyggene Ith i vest, Osterwald mod nord og Thüster Berg mod øst. Leine-bifloden Saale, løber gennem kommunen.
Salzhemmendorf består (ud over hovedbyen) af landsbyerne og bebyggelserne
- Ahrenfeld
- Benstorf
- Hemmendorf
- Lauenstein
- Levedagsen
- Ockensen
- Oldendorf
- Osterwald
- Thüste
- Wallensen.

Disse elleve tidligere selvstændige kommuner blev lagt sammen ved områdereformen i 1973.

### Nabokommuner
Kommunen grænser (med uret) op til kommunerne Coppenbrügge (Landkreis Hameln-Pyrmont), Springe (Region Hannover), Elze, Samtgemeinde Gronau (Leine), Samtgemeinde Duingen (alle i Landkreis Hildesheim), Samtgemeinde Eschershausen-Stadtoldendorf og Samtgemeinde Bodenwerder-Polle (begge i Landkreis Holzminden).

## Eksterne kilder og henvisninger
1. ↑  Niedersächsischer Landtag, 16. Wahlperiode, Drucksache 16/3359: Kleine Anfrage "Welchen Stellenwert haben Prädikate wie „staatlich anerkannter Luftkurort“ speziell für den Heidetourismus und die Tourismuswirtschaft in Niedersachsen?" (PDF) Arkiveret 27. september 2020 hos  Wayback Machine. hentet 11. juni 2011.

- Wikimedia Commons har flere filer relateret til Salzhemmendorf